# 4843 Mégantic
4843 Mégantic là một tiểu hành tinh vành đai chính với chu kỳ quỹ đạo là 1982.1094798 ngày (5.43 năm). Nó có đường kính about 26.02 km from observations with IRAS infrared space telescope during the 1980s.
Nó được phát hiện ngày 28 tháng 2 năm 1990.
Nó được đặt theo tên Mont Mégantic Observatory, which opened in 1978 in Canada.